# Adam Krokiewicz

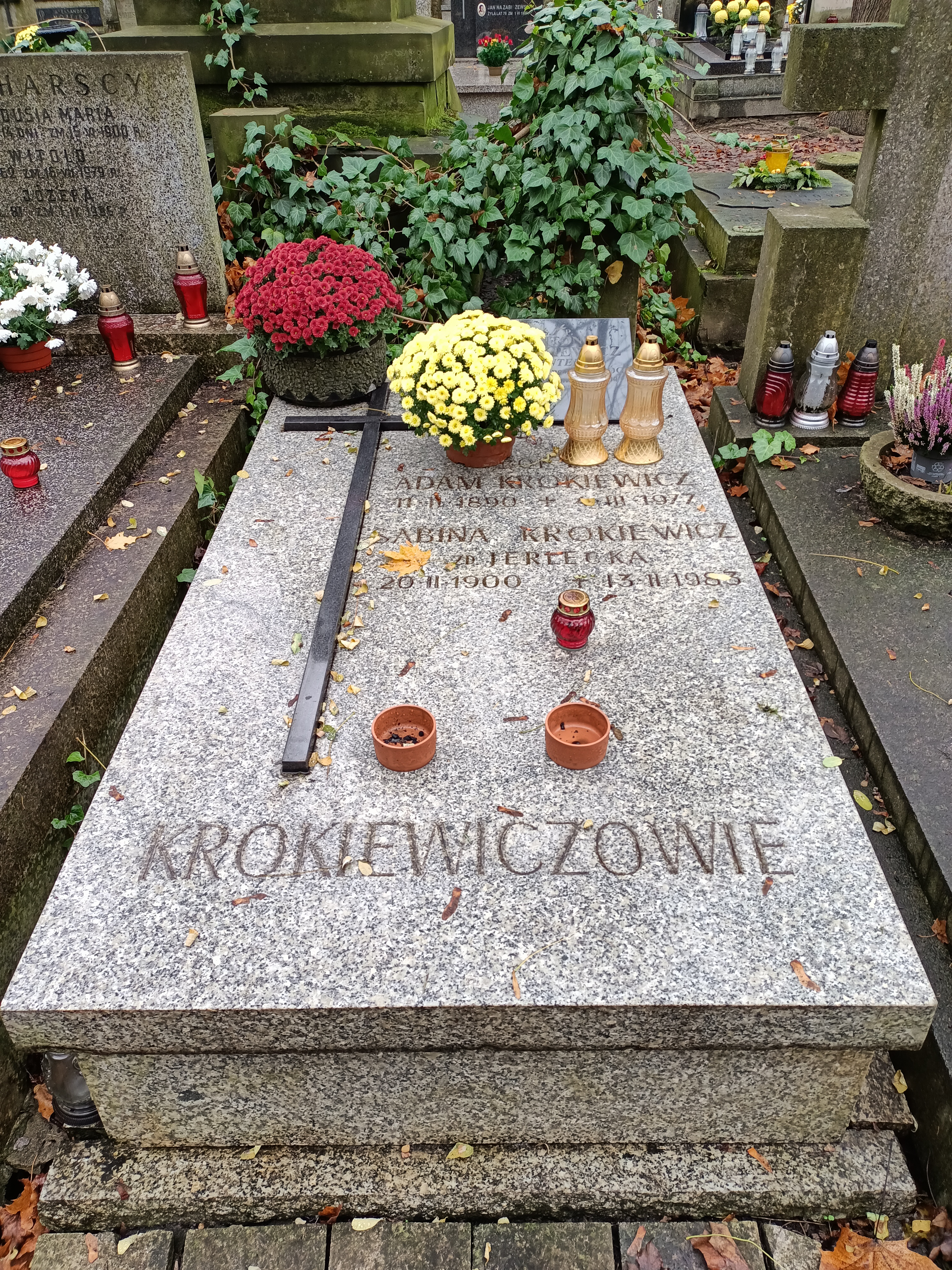
Grób Adama Krokiewicza na cmentarzu Powązkowskim

Adam Krokiewicz (ur. 11 lutego 1890 w Krakowie, zm. 4 marca 1977 w Warszawie) – filolog klasyczny, historyk filozofii, profesor Uniwersytetu Warszawskiego, członek Polskiej Akademii Umiejętności.

## Życiorys
Urodził się w rodzinie Antoniego, lekarza, i Heleny z Doerflerów. Uczęszczał do Gimnazjum św. Jacka w Krakowie, gdzie zdał maturę w 1908 r. W latach 1908–1912 studiował filologię klasyczną i filozofię na Uniwersytecie Jagiellońskim i Wiedeńskim; wśród jego wykładowców w Krakowie byli Kazimierz Morawski i Leon Sternbach. Pracował jako nauczyciel języków starożytnych w Gimnazjum im. Sobieskiego w Krakowie, brał udział w walkach I wojny światowej i wojny polsko-bolszewickiej.
W 1918 obronił na Uniwersytecie Jagiellońskim doktorat na podstawie rozprawy Lucretius quam rationem temporis et spatii habuerit, w 1922 uzyskał na tej samej uczelni habilitację. W latach 1920–1921 był adiunktem w Katedrze Filologii Klasycznej Katolickiego Uniwersytetu Lubelskiego. W 1923 przeniósł się na Uniwersytet Warszawski, gdzie wraz z nominacją na profesora nadzwyczajnego objął kierownictwo III Katedry Filologii Klasycznej; od 1931 był profesorem zwyczajnym, w 1935 przeszedł do I Katedry Filologii Klasycznej.
Brał udział w kampanii wrześniowej. W czasie okupacji niemieckiej pracował oficjalnie w magistracie warszawskim jako urzędnik, biorąc udział w tajnym nauczaniu uniwersyteckim (prowadził zajęcia we własnym mieszkaniu). Po powstaniu warszawskim przebywał w obozie w Pruszkowie, potem krótko w Krakowie.
W 1945 powrócił do pracy na Uniwersytecie Warszawskim, obejmując kierownictwo II Katedry Filologii Klasycznej. Przeszedł na emeryturę w 1960; w latach 60. prowadził zajęcia z literatury klasycznej i logiki dla osób niewidomych. Miał opinię najlepszego kierownika seminariów klasycznych na Uniwersytecie Warszawskim. Do grona jego studentów należeli m.in. Zygmunt Kubiak, Jerzy Manteuffel, Lidia Winniczuk, Maria Maykowska, a także poeta Zbigniew Herbert.
Był członkiem Polskiej Akademii Umiejętności (1930 członek korespondent, 1945 członek czynny), a także członkiem Towarzystwa Naukowego Warszawskiego (1932 członek zwyczajny). Otrzymał m.in. Nagrodę im. Włodzimierza Pietrzaka. 
Jego zainteresowania naukowe obejmowały filozofię epikurejską, kulturę starożytną, historię etyki, historię literatury i języka łacińskiego, religioznawstwo, gramatykę historyczną.
Jego żoną była Sabina z domu Jerlecka, posiadał on również dwójkę dzieci: Ewę Adamiak z domu Krokiewicz oraz syna Antoniego Krokiewicza. Do 1944 zamieszkiwał Dom Profesorów (reduta powstańcza) na ulicy Brzozowej 12, na Starym Mieście w Warszawie. Mieszkał również w kamienicy profesorów UW na ulicy Sewerynów w Warszawie.
Zmarł w Warszawie, pochowany został na cmentarzu Powązkowskim (kwatera 243-5-7).

## Dorobek naukowy
Ogłosił około 80 prac naukowych, m.in.:
- Emendationes quaedam Lucretianae (1918)
- O szczęściu epikurejskim (1923)
- O tak zwanej indukcji epikurejskiej (1923)
- Moment satyryczny w komedjach Terencjusza i geneza satyry rzymskiej (1925)
- O głównych częściach gramatyki i ich stosunku wzajemnym (1927)
- Pirron z Elidy i Timon z Flijuntu (1927)
- Zasada izonomji w filozofji Epikura (1927)
- Nauka Epikura (1929)
- Studia orfickie (1947)
- Geneza atomizmu (1948)
- Sokrates (1958)
- Moralność Homera i etyka Hezjoda (1959)
- Etyka Demokryta i hedonizm Arystypa (1960)
- Hedonizm Epikura (1961)
- Sceptycyzm grecki. Od Pirrona do Karneadesa (1964)
- Sceptycyzm grecki. Od Filona do Sekstusa (1966)
- Zarys filozofii greckiej. Od Talesa do Platona (1971)
- Arytoteles, Pirron i Plotyn (1974)

## Ordery i odznaczenia
- Krzyż Komandorski Orderu Odrodzenia Polski
- Medal 10-lecia Polski Ludowej (19 stycznia 1955)[7]
- Medal im. Mikołaja Kopernika PAN (1972)